# Syllepte elegans
Syllepte elegans là một loài bướm đêm trong họ Crambidae.